# Білл Косбі
Вільям Генрі Косбі-молодший (англ. William Henry Cosby Jr., /ˈkɒzbi/; нар. 12 липня 1937) — американський гуморист, актор, автор і телепродюсер та активіст.
Ветеран гумористичного жанру. Починав свою кар'єру у різних клубах відтак в 1960-х роках зачепився за роль в стилі авангарду в шоу «Я шпигун». Згодом, 1969 року він започаткував своє власне шоу «Шоу Білла Косбі». Також був одним з головних персонажів у дитячих телевізійних шоу «Електрична компанія». Окрім того, створив серію гумористично-освітнього мультфільму «Товстий Альберт та діти Косбі» про групу молодих друзів, що виростали у місті. Косбі також грав ролі у багатьох фільмах.
Протягом 1980-х років Косбі став продюсером та започаткував визначне і тривале комедійне шоу за назвою «Шоу Косбі», що тривало з 1984 до 1992 року. Це комедійне шоу зосереджувалось на житті середнього класу афро-американської родини. Його хіт-комедія «Інакший світ» стала другою у рейтингах після «Косбі шоу».
З 1996 до 2000 року Косбі знімався в телесеріалі «Косбі», і з'являвся у низці фільмів.
Його добродушний батьківський образ зробив його популярним серед американців, які дали йому прізвисько «Американський татко». Він також знімався у багатьох рекламних відеороликах. 2002 року Молефі Кете Асанте вніс Білла Косбі до списку 100 найвидатніших афроамериканців.
26 квітня 2018 року рішенням суду присяжних міста Норрістаун (штат Пенсильванія, США) 80-річного актора Білла Косбі визнали винним у сексуальних домаганнях та зумисному підмішуванні наркотиків іншій особі. 30 червня 2021 року суд скасував вирок Косбі через процесуальні порушення під час суду. Рішення про це підтримали четверо зі семи суддів.